# Junior Crehan
Junior Crehan (officieel Martin Crehan, 17 januari 1908 – 1998) was een Iers vioolspeler en componist. Hij componeerde een aantal melodieën die nog steeds populair zijn in de Ierse traditionele muziek gemeenschap. Buiten de muziek was hij werkzaam als boer.

## Biografie
Crehan werd in 1908 geboren als zoon van Martin (senior) en Margaret "Baby" Crehan. Hij groeide op in het gehucht Bonavilla in het townland Ballymakea Beg, nabij Mullagh. Aangezien zijn moeder concertina speelde en het huis vaak het toneel was van muzikale sociale activiteiten, kwam hij al vroeg in aanraking met muziek. Aanvankelijk bespeelde hij ook de concertina en fluit maar later werd zijn belangstelling getrokken door een oude gammele viool. Na deze eigenhandig gerestaureerd te hebben, leerde hij zichzelf erop te spelen. Nadat de gerespecteerde vioolspeler Thady Casey Crehan had horen spelen in een pub, bood hij aan hem les te geven. Op die manier leerde hij de technische basis van het vioolspel. Daarna leerde hij stijlelementen van zowel Thady als van zijn neef Scully Casey, die ook een gerespecteerd vioolspeler was. Met deze basis groeide hij uit tot een veel gevraagd vioolspeler voor huisdansen en andere sociale activiteiten totdat dit soort dansen door de Public Dance Halls Act 1935 grotendeels onmogelijk werd gemaakt.
Muzikaal gezien werd Crehan geïnspireerd door de "Folk Revival" in de jaren vijftig en daarna. Hij nam deel aan de activiteiten van Comhaltas Ceoltoíri Éireann (CCE) en was gedurende enige tijd president van de County Clare-tak van de vereniging.

## Speelstijl
De generatiegenoten van Crehan omschreven zijn speelstijl als "lief" en "emotioneel" en zijn stokvoering als "economisch". Er wordt ook gezegd dat hij meer vertrouwde op ritmische variaties dan op versieringen. Ook steunde hij sterk op lange rolls wanneer hij wel versieringen gebruikte. Ook maakte hij uitgebreid gebruik van dubbelgreep (ook wel "double stop" genoemd). Muziekschrijver Barry Taylor suggereert dat dit kan komen door de invloed van uilleann pipers Willie Clancy and Johnny Doran, met wie hij lang bevriend was.
Met zijn speelstijl heeft hij veel bekende musici beïnvloed, waaronder Kevin Burke en Martin Hayes.

## Composities
Een aantal nummers dat tegenwoordig populair is in de Ierse traditionele muziekgemeenschap is geschreven of aangepast door Crehan. Een voorbeeld daarvan is Mist Covered Mountain, geïnspireerd op Slievecallan. Dit nummer is onder meer opgenomen door De Dannan (1980), Dervish (1992) en Joe Derrane (2009). De schrijver Barry Taylor noemt Crehan ook een groots "herschepper" van melodieën. Taylor noemt als voorbeeld de air Caoineadh an tSagairt (The Priest's Lament) dat na een bewerking de hornpipe Caislean an Oir (The Golden Castle) werd.

## Trivia
Crehan speelde gedurende ongeveer 70 jaar regelmatig in Gleeson's Pub in Coore.

## Opnamen

### Met de Laichtín Naofa Céilí Band
LP
- Come to an Irish Dance Party, 1959[8][9]

CD
- Come to an Irish Dance Party, 2008. Heruitgave van de historische opnamen uit 1959, digitaal geremasterd.[10]

### Verzamelalbum
- Ceol an Clair, Vol. I (Comhaltas Ceoltóirí Éireann CL 17)[11]